# Heortia ocellata
Heortia ocellata là một loài bướm đêm trong họ Crambidae.